# Mōri Terumoto

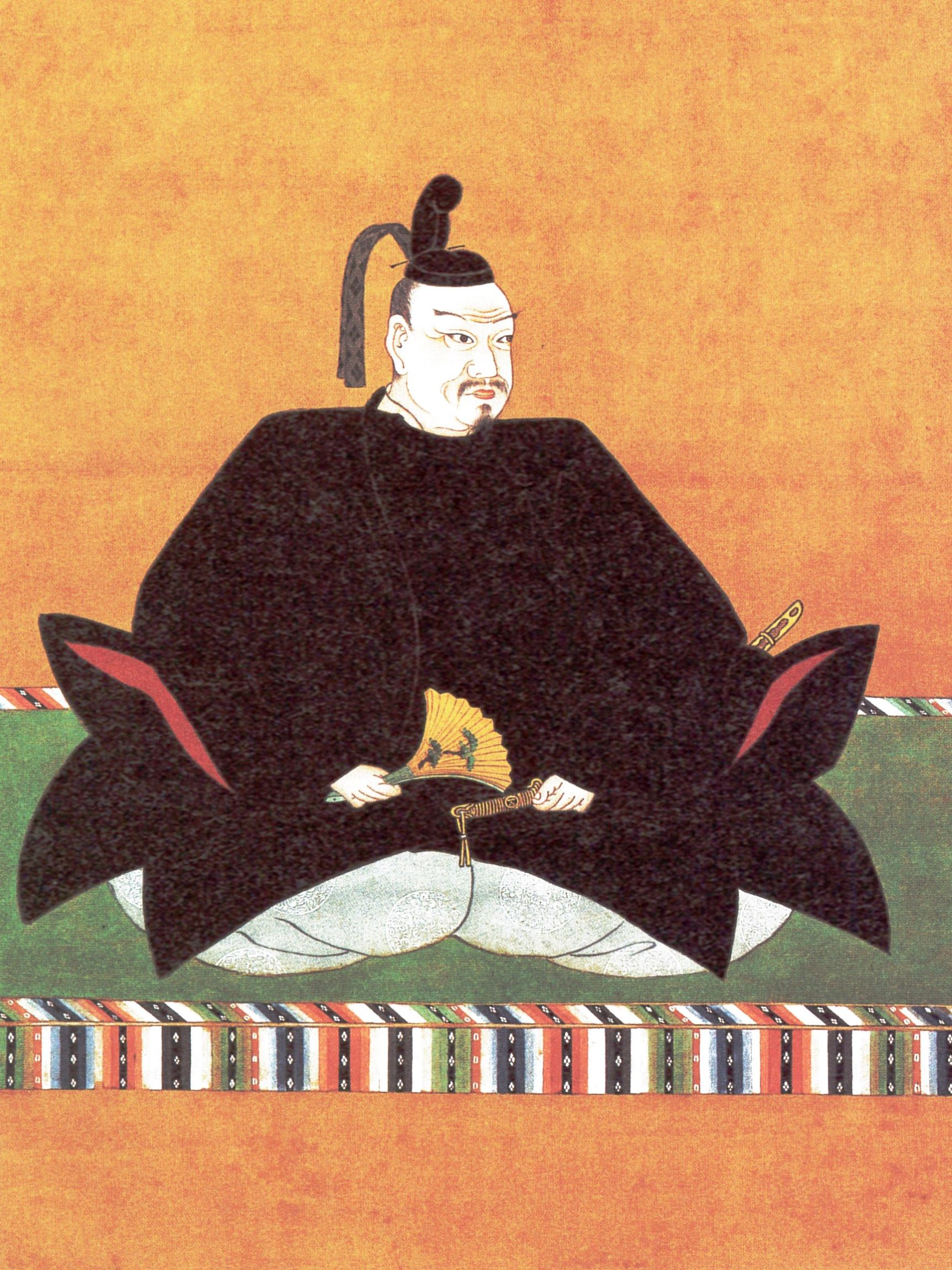
Mōri Terumoto

Mōri Terumoto (japanisch 毛利 輝元; geboren 4. Februar 1553 in der Provinz Aki; gestorben 2. Juni 1625 in der Provinz Nagato) war ein japanischer Daimyō der Sengoku-Zeit bis zur frühen Edo-Zeit.

## Leben und Wirken
Mōri Terumoto war der Sohn von Mōri Takamoto (毛利 隆元; 1523–1563). Seine Mutter war die Adoptivtochter von Ōuchi Yoshitaka (1507–1551), eigentlich Tochter von Naitō Okimori (内藤 興盛; 1495–1554). Er nahm als Jugendlicher am Angriff seines Großvaters Mōri Motonari gegen den Amako-Izumo-Klan teil und war im Kampf erfolgreich. 1563 folgte er aufgrund des plötzlichen Todes seines Vaters auf seinen Großvater als Chef des Hauses. Im selben Jahr erhielt er Nachricht vom Shogun Ashikaga Yoshiteru, dass er dessen „teru“ übernehmen durfte, worauf er sich „Terumoto“ nannte. Nach dessen Tod im Jahr 1571 wurde er von seinem Onkel Yoshikawa Motoharu (吉川 元春; 1530–1586), von Kobayakawa Takakage (小早川 隆景; 1533–1597), vom 11. Fukuhara Sadatoshi (福原 貞俊; 1512–1593), Kuchiba Michiyoshi (口羽 通良; 1513–1582) und anderen unterstützt, die Amago (尼子氏) zu besiegen und eine Politik zur Stärkung der Kontrolle über das Territorium, das sich auf die gesamte Chūgoku-Region ausgeweitet hatte, zu erhalten.
1573 suchte Ashikaga Yoshiaki, Shogun des Muromachi-Shogunats, der von Oda Nobunaga abgesetzt worden war, in der Nähe von Terumoto Schutz. Nobunaga, verärgert, unterstützte Amago Katsuhisa (尼子 勝久, 1553–1578) und Yamanaka Yukimori (山中 幸盛, 1545–1578), einen Feldzug zu beginnen. Sie brachen in die Provinz Tajima ein, wobei Yamana Toyokuni (山名 豊国; 1548–1626) sich ihnen anschloss. In der Provinz Inaba bezogen sie die Burg Tottori. Yoshikawa Motoharu griff sie an, Toyokuni ergab sich, während Katsuhisa sich in die Provinz Wakasa zurückzog. 1575 versorgte Terumoto erneut Motoharu, während Katsuhisa wieder in Tajima einmarschierte. Zwei Jahre später kamen Katsuhisa und Yukimori zurück und, bildeten die Vorhut der Armee von Hideyoshi, hielten an der Burg Kōzuki (上月城). Da kam Terumoto mit seinen Kräften und belagerte sie, vernichtete sie nahezu, worauf 1578 Katsuhisa Suizid beging und was auch Yukimori nicht überlebte.
In der Zwischenzeit war Hideyoshi vorangerückte, brach in Inaba ein und belagerte die Burg Takamatsu, die von Shimizu Muneharu (1537–1582), einem Vasallen von Terumoto, verteidigt wurde. Nachdem Hideyoshi die Burg erobert hatte, sandte er den Priester Ankokuji Eikei (安国寺 恵瓊; 1539–1600) zu Terumoto um Frieden zu schließen. Während die Botschaft übermittelt wurde, ruhten die Waffen. Hideyoshi erfuhr dann vom Honnōji-Zwischenfall, der mit dem Tod Nobunagas geendet hatte. Er forderte sofort Muneharu zum Seppuku auf und teilte Terumoto mit, den Krieg gegen ihn fortzusetzen. Takakage brachte jedoch seinen Neffen dazu, das Friedensangebot anzunehmen. Es wird gesagt, dass Terumoto Hideyoshis Vertrauen gewann, weil er Hideyoshis Armee in der Zwischenzeit nicht verfolgt hatte.
1587 unterstützte Terumoto die Kyūshū-Invasion, die gegen den Shimazu-Klan gerichtet war. 1591 begann er mit dem Bau der Burg Hiroshima und benutzte sie als Residenz. Er hatte nun ein Einkommen von 1.200.000 Koku. 1597 wurde er ein Mitglied im „Rat der Fünf Regenten“, den Toyotomi zur Fürsorge für seinen minderjährigen Sohn eingerichtet hatte, und spielte so eine wichtige Rolle als einer der größten Feudalherren unter der Toyotomi-Regierung. In der Schlacht von Sekigahara im Jahr 1600 nutzte er als ein Oberbefehlshaber des Anti-Tokugawa-Lagers die Burg Ōsaka. Als er von der Niederlage seiner Mitkämpfer hörte, ergab er sich sofort. Um die Gunst des Siegers zu gewinnen, ging er so weit, den Sohn von Konishi Yukinaga zu köpfen, der ihm anvertraut worden war.
Diese schamlose Geste hielt den Sieger Tokugawa Ieyasu nicht davon ab, Mōri 8 Provinzen abzunehmen und ihm nur Nagato und Suō mit einem Gesamteinkommen von 369,000 Koku zu lassen. Mōri rasierte sich den Kopf und nannte sich Sozui (宗瑞), zog sich zurück und übergab die Leitung der Familie an seinen Sohn Hidenari (秀就; 1595–1651), der sechs Jahre alt war. Er der Daimyō der dritten Generation, erbte das von seinen Vorfahren gegründete Territorium, kämpfte er gegen Nobunaga, Hideyoshi und Ieyasu, also die Mächtigsten seiner Zeit. Er gewann viel, verlor, schaffte aber doch die Grundlage für seine Nachkommen.